# マークルック

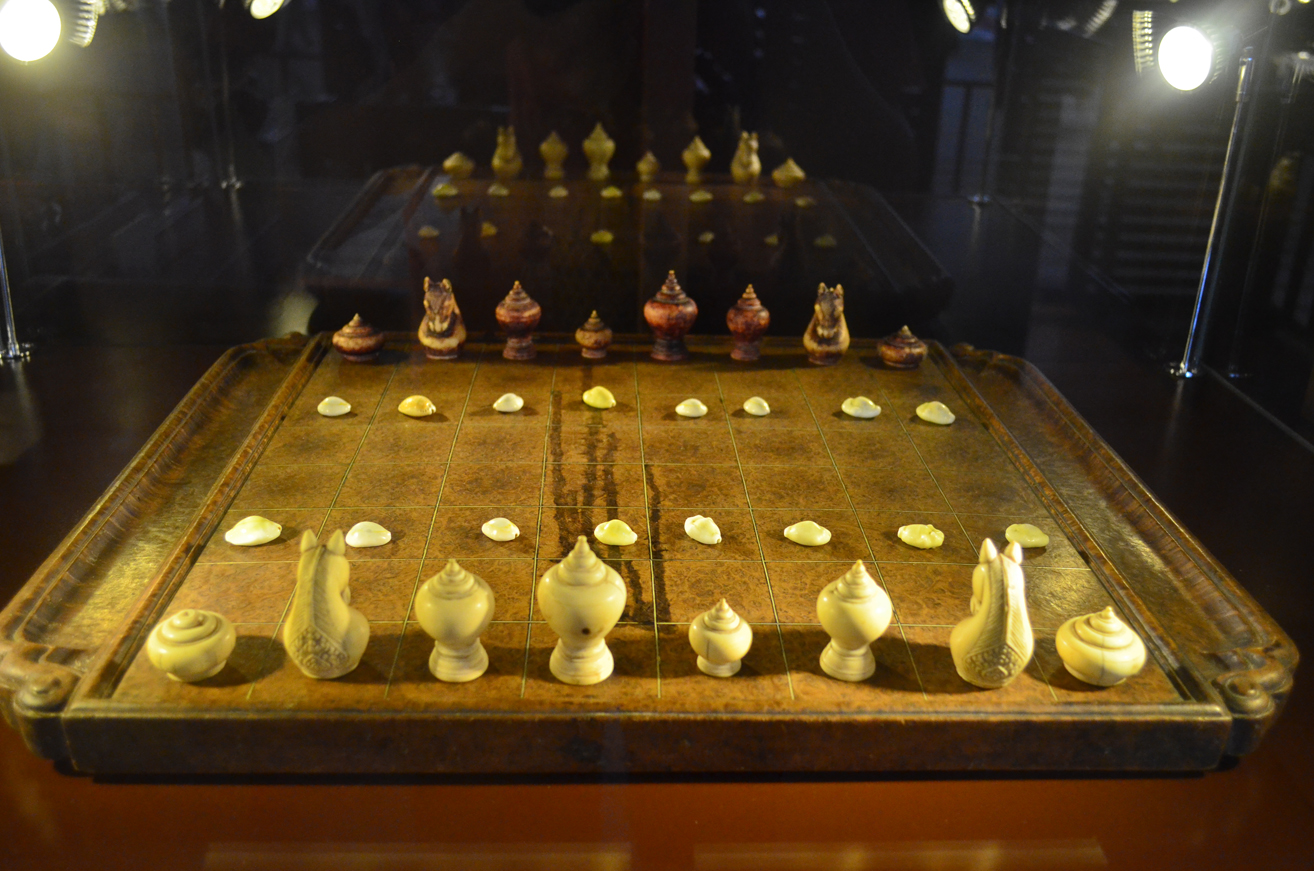
マークルックの盤と駒

マークルック（泰: หมากรุก、Makruk、マックルックとも）は、タイ王国における伝統的な将棋類であり、2人で行うボードゲームの一種である。タイチェス、タイ将棋と呼ばれる場合もある。

## 概要
マークルックは、日本の将棋やヨーロッパのチェスと同じく、古代インドのチャトランガが起源とされている。

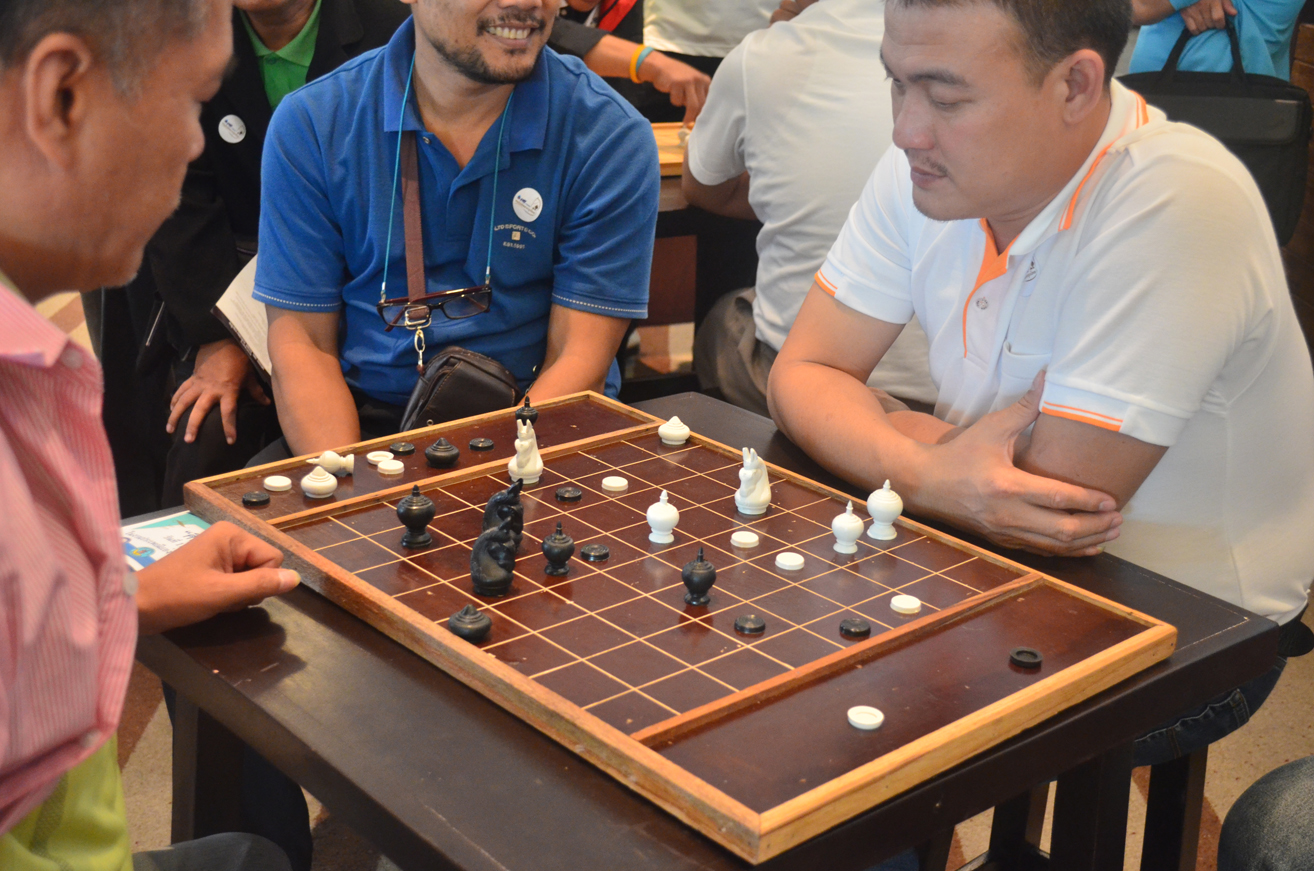
マークルックを楽しむ人々

隣国カンボジアのオク・チャトランとマークルックは駒の動き、駒の配置がまったく同一である。元々は一つのゲームであったと考えられている。隣国ミャンマーのシットゥインと駒の動きが酷似しており、同系統と考えられる。これらがいつ頃に成立したかはよく分かっていない。ミャンマーの記録によれば、8世紀頃にスリランカを通じてドヴァーラヴァティー王国に将棋様の盤上遊戯ボードゲームが伝えられ、それが現代のマークルックの祖であるという。尚、ドヴァーラヴァティー王国は6世紀から10世紀にかけてチャオプラヤー川流域に栄えた王国で、モン族の建てた国であることが有力視されている。
考古学的な物証としては、スコータイ朝（13世紀-1438年）の遺跡から駒が出土しており、これより以前にマークルックが成立していたと考えられる。チェスのキング、将棋の玉将にあたるのが「クン」（君主）である。

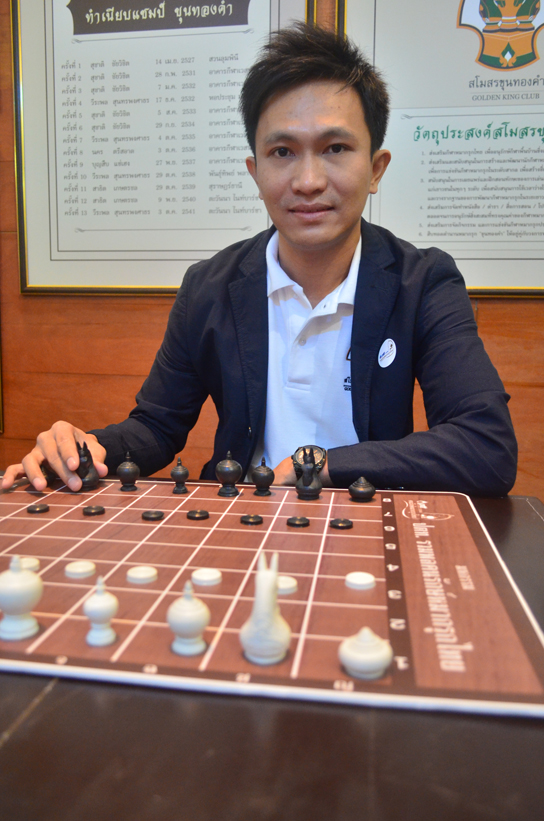
マークルックの名手Uaychai Kongsee（1979年- ）

チェスの類似ゲームの中でもマークルックは歩兵に相当する駒が三段目に配置され、敵陣三段目で成る点が特徴の一つであり、同様の特徴を持つ日本将棋との関連が研究されている。また世界のチェス類の中でも原型をとどめている部類と考えられており、類似ゲームの中でも特に駒の動きが弱いという特徴がある。走り駒の数は日本の将棋よりも少なく、飛車の動きに相当する駒が2つある以外に走り駒は無い。

## 名称
タイ語で「マークルック」は将棋類全般を意味する。たとえば日本の将棋は「マークルック・イープン」（日本マークルック）、シャンチーは「マークルック・チーン」（中国マークルック）と呼ぶ。日本人がチェスを西洋将棋、シャンチーを中国将棋と呼ぶのと同様である。

## ルール

### 基本ルール
- 縦横8マスの線の引かれた盤を用いる。駒はマスの中に置かれる。
- 競技者双方が交互に、盤上にある自分の駒を1回ずつ動かす。
- 駒は双方が6種16個持ち、それぞれ動きが決まっている。駒は立体の形状となっており、ビアは小さい円盤のような形で、昇格すると裏返せるようになっている。
- 自分の駒を動かすとき、動く先に相手の駒があるとき、その駒を取ることが出来る。取られた駒は盤面から除去する。将棋と異なり、取った駒は再利用できない。
- ビアは敵陣3段目に入るとビアガーイに成ることができる。不成に関しては以下の2通りのルールがあり、事前にどちらを採用するか決めておく。
  - 敵陣3段目に入ると必ず成らなくてはならない。
  - 敵陣2,3段目では必ずしも成らなくともよい。最下段では成らなければならない。
- 相手のクンを詰める（マークルック用語では「ジョン」と呼ぶ）ことで勝ちになる。
- 千日手（3回の繰り返し）は引き分け。ただし連続王手の千日手は王手をかけている側が手を変えなければならない。
- ステイルメイトについては、公式戦ではステイルメイトとなった方は勝ち・負け・引き分けのいずれかとすることを開始前に決めることとなっているが、現在では負けとすることが多い。

### 初期配置図
| ↓ルーア | ↓マー | ↓コーン | ↓メット | ↓クン   | ↓コーン | ↓マー | ↓ルーア |
|         |       |         |         |         |         |       |         |
| ↓ビア   | ↓ビア | ↓ビア   | ↓ビア   | ↓ビア   | ↓ビア   | ↓ビア | ↓ビア   |
|         |       |         |         |         |         |       |         |
|         |       |         |         |         |         |       |         |
| ↑ビア   | ↑ビア | ↑ビア   | ↑ビア   | ↑ビア   | ↑ビア   | ↑ビア | ↑ビア   |
|         |       |         |         |         |         |       |         |
| ↑ルーア | ↑マー | ↑コーン | ↑クン   | ↑メット | ↑コーン | ↑マー | ↑ルーア |

### 駒の動き
| ○ | ○ | ○ |
| ○ | ▲ | ○ |
| ○ | ○ | ○ |

| ○ |   | ○ |
|   | ▲ |   |
| ○ |   | ○ |

| ○ | ○ | ○ |
|   | ▲ |   |
| ○ |   | ○ |

|   | ○ |   | ○ |   |
| ○ |   |   |   | ○ |
|   |   | ▲ |   |   |
| ○ |   |   |   | ○ |
|   | ○ |   | ○ |   |

|   |   | ｜ |   |   |
|   |   | ｜ |   |   |
| ― | ― | ▲  | ― | ― |
|   |   | ｜ |   |   |
|   |   | ｜ |   |   |

| ● | ○ | ● |
|   | ▲ |   |
|   |   |   |

| ○ |   | ○ |
|   | ▲ |   |
| ○ |   | ○ |

### 引き分け規定
- 片方が裸玉（クン1個だけ）になり、かつ昇格していないビアがない場合、裸玉の側が手番に宣言できる。裸玉の側がその時点の相手の駒によって決まる手数分だけ逃げ切れば引き分けとなる。以下その決め方。
  1. 相手にルーアが2個あれば8。1個なら16。
  2. ルーアがなく、コーンが2個あれば22。1個なら44。
  3. ルーアもコーンもなく、マーが2個あれば32。1個なら64。
  4. メットとビアガーイしかなければ、個数に関わらず64。

  - 以上を基本点として、これらから盤上の全駒数（双方のクン含む）を引いた数が手数になる。たとえば相手がコーン1個、マー2個、ビアガーイ2個ならば44（基本点）-7（駒数）=37手逃げ切れば引き分け。
- 次の組み合わせは駒枯れで引き分けとなる。

| 優勢側                         | 劣勢側                                  |
| ------------------------------ | --------------------------------------- |
| 繋がったビア2個と離れたビア1個 | ビア1個                                 |
| マー・コーン・ビア各1個        | ビア2個                                 |
| ルーア1個                      | ビア3個、またはマーかコーン1個とビア1個 |
| コーン・マー各1個              | コーン1個、またはマー1個                |
| ルーア・ビア各1個              | ルーア1個                               |
| コーンかマー1個とビア2個       | ルーア1個                               |
| コーンかマー1個とビア3個       | ルーア・ビア各1個                       |
| ルーア1個とコーンかマー1個     | ルーア1個                               |
| 繋がったビア4個                | ルーア・ビア各1個                       |
| ルーア2個                      | ルーア1個とコーンかマー1個              |

双方にクン以外の駒があり、かつ昇格していないビアがいない場合、手番の側が宣言できる。宣言された側が64手以内にクンを詰められなければ引き分けとなる。

### ステイルメイト
スティールメイトは禁じ手。公式戦では上記の通り負けになることが多くなったが、一方で差し直しとするルールもある。
ステイルメイト（英: stalemate）とは、マークルックにおける用語の一つである。「ステイル・メイト」や「ステールメイト」と表記される場合もある。
次の3つの条件が全て揃った時が、対戦相手によって「ステイルメイトされた」状態に該当する。
1. 自分の手番である。
2. 相手にチェックはされていない。
3. 合法手がない。

つまり、反則にならずに次に動かせる駒が一つもない。

## カンボジア将棋

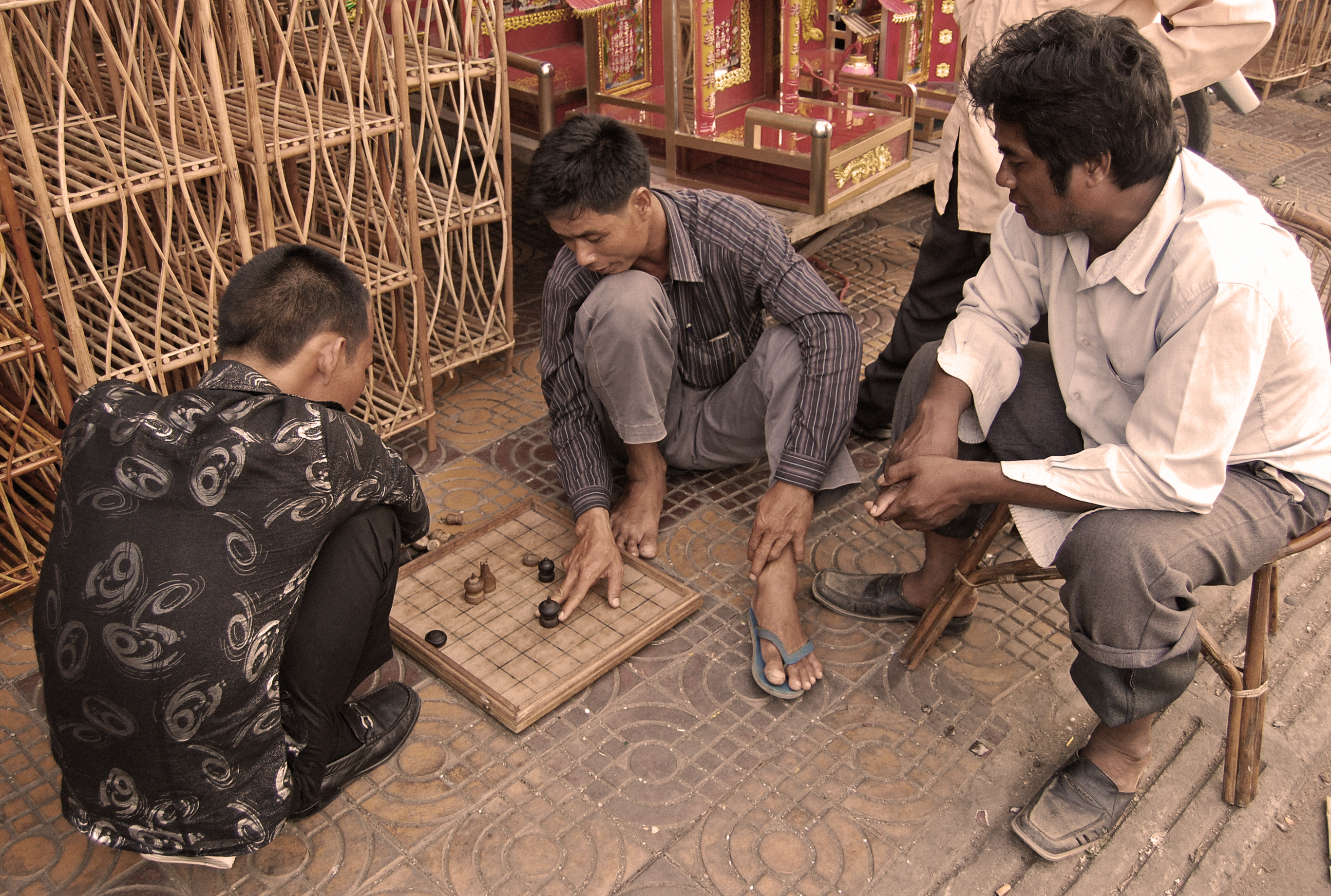
オクを指しているカンボジアの男性

「オク」（Ok、クメール語: អុក）または「オク・チャトラン」（Ouk Chatrang、クメール語: អុកចត្រង） と呼ばれるカンボジアの将棋類は、以下違いを除けば、マークルックと似ている。駒が取られていなければ、指し手には以下の選択肢がある。
- キングの最初の動きで、チェクされていない場合に限り、キングはナイトのように動くことができる。
- クイーンの最初の動きで、クイーンは前に2マス動くことができる[3]。

オクは、カンボジアで12世紀から遊ばれてきた証拠がある。アンコール遺跡のいくつかのレリーフに描かれている。